# Allocasuarina grevilleoides
Allocasuarina grevilleoides är en tvåhjärtbladig växtart som först beskrevs av Friedrich Ludwig Diels, och fick sitt nu gällande namn av Lawrence Alexander Sidney Johnson. Allocasuarina grevilleoides ingår i släktet Allocasuarina och familjen Casuarinaceae. Inga underarter finns listade i Catalogue of Life.